# 刹那 (月華の剣士)
刹那（せつな）は、SNKの対戦型格闘ゲーム『幕末浪漫第二幕 月華の剣士～月に咲く華、散りゆく花～』に登場する架空の人物。担当声優は山内圭哉。

## キャラクター設定
嘉神慎之介の事件後、地獄門から現れた「常世の使者」。常世の強い思念が、戦乱で死んだ乳飲み子に取り憑いて生まれた、呪われし運命を持つ。黄龍となった慨世からは「イノチヲカルモノ」とも呼ばれる。その見た目は、長い銀髪を結んでいる長身で褐色肌の青年。
自分も含めた全ての存在を憎み、復讐を胸に抱いて現世に降り立った。「封印の巫女」を殺し、地獄門の封印を阻止することが目的。「封印の巫女」とは雪のことで、CPU戦7人目の相手は彼女である。
エンディングでは黄龍の体を片手で掴み上げて消滅させた。その際、刹那の手から血が滴り、刹那は高らかに笑いながら鮮血で染まった手を顔に当てた後、残酷に微笑む。また、全キャラクター中で刹那のエンディングのみ「一つの時代が終わった」で始まるエピローグ文句が表示されない。これは地獄門が閉じられる事なく、世界が滅んでしまう（＝次の時代は来ない）ことの暗示である。
武器の八十枉津日太刀（やそまがつひのたち）は高嶺響の父・源蔵が打ったもの。源蔵は刀を打ち上げた後、命を落とした。
連れているフクロウの名前は「ナギ」。
『Days of Memories』シリーズにおいては、新進気鋭の映画監督という設定で登場する。

## ゲーム上の特徴
通常技は強斬りが全て2段技となっている。基本攻撃力が高いため、『力』は強斬りから、『技』『極』は連殺斬から必殺技に繋げるのが基本。弱斬りは他のキャラクターと比べて隙が大きい。そもそも刹那は奥義を含めて、全体的に技の隙が小さくないため、安易な技の空振りは危機を招く。

## 技の解説
刹那の技の名前は通常技や通常投げも含めて、全て「無銘」となっている。ただし奥義（必殺技）などは、さらにその後に「（壱）」「（弐）」などがつく。

### 奥義（必殺技）
無銘（壱）
刀を勢いよく振り下ろし、黒く大きなオーラを纏わせつつ相手を斬り付ける。攻撃は2ヒットし、昇華に対応している。弱は技の出が早く、B攻撃キャンセルで連続技に組み込める。強は弱よりも出が遅い。ヒット効果は、弱はのけぞりだが、強は2段目を食らうとオーラに包まれながら垂直に吹き飛んでダウンする。落ちてきたところを追撃することも可能。なお、昇華の際、2段目ではなく1段目を昇華すると、無銘（絶）が連続ヒットしない。
無銘（弐）
雷を纏わせた刀を振りながら上昇する。弱は早めに出せば対空技として機能する。強は攻撃が出るまでに大きく前進し、その際に横に刀を振るいながら弱よりも高く飛び上がる。
無銘（参）
雄叫びを上げながら突進するように前方へ低く跳びつつ、雷を纏った刀で相手を斬り付ける。食らった相手はオーラに包まれながらダウンする。攻撃は3ヒットし、しゃがみガード不可。ガードされた時の隙は大きい。
無銘（四）
上方向に腕を開いて突き出し、捕えた相手を地面に叩きつける。空中の相手を弾いたあとや、「無銘（壱）」の強を決めたあとの追撃として出すことが多い。掴み判定の出る位置が高いため、地上の相手に決まることは無い。
無銘（伍）
刀を前方へ構えて雷を発して、暫くの間、身に纏わせる。動作に攻撃判定は無い。この間は、1度だけ相手の攻撃を受けてものけぞらなくなる「硬体術」状態になり、さらにこの間に「無銘（伍の追）」を1回だけ使うことができる。なお、硬体術は相手の攻撃を食らうと効果を失う（「無銘（極）」も同様）が、技の動作中に限り、硬体術は有効。
無銘（伍の追）
食らった相手を一定時間、行動不能状態にする発勁を放つ。空中の相手に当てると、相手は空中に浮いたまま硬直状態となる。動けない相手には追撃を決めることが可能。「無銘（伍）」および「無銘（極）」を発動した状態でのみ出せる技である。
若干の硬直があるがキャンセルして奥義などを出すこともできる。なお、最速のタイミングでこの技のコマンドを入力すると1回しか出せないはずのこの技がもう一度発生する（理由は不明）。
また、「無銘（極）」を発動した状態であれば、3回まで出すことができる。この場合、前述のバグは3回目でのみ有効（2回目までは通常通り消費された扱いになる）。

### 超奥義（超必殺技）
無銘（絶）
「無銘（壱）」を強化したもので、オーラが「無銘（壱）」よりもさらに大きい。攻撃は5ヒットし、強攻撃からキャンセルで連続技になる。食らった相手はオーラに包まれながら垂直に吹き飛んでダウンする。技後の硬直時間は長い。

### 潜在奥義
無銘（極）
「無銘（伍）」を強化したもので、技を発動した直後に、攻撃判定がある稲妻を身に受けてから硬体術状態になる。「無銘（伍）」を3回まで出せることに比例するように、相手の攻撃に3回まで耐えることができる。
無銘（極の追）
「無銘（極）」を発動中に出すことができるもので、攻撃のモーションは「無銘（伍の追）」とほぼ同じ。食らった相手を大きな鏡の中に閉じ込め、その魂を抜き取ってから間合いを離し、刹那がそれを握り潰すと、相手は大量の鮮血を噴き出す。弾きに成功した後に最速で出すのが狙い目。「無銘（伍の追）」を1回でも使ってしまうとこの技は使えなくなるが、前述のバグ同様に1度だけ「無銘（伍の追）」を出し、当てた後に最速で入力するとこの技が発生する。

### 乱舞奥義
無銘（滅）
乱舞奥義。刹那の類型は、骸や天野漂と同じくパワータイプ。

## その他
『KOF MAXIMUM IMPACT 2』の八神庵のモデルの一つにこの刹那の格好になるものがある。

## 関連人物
- 高嶺響 - 刀を打ち上げた高嶺源蔵の娘
- 雪 - 封印の巫女・刹那が命を狙う